# Micro Machines V4
Micro Machines V4 è un videogioco di corse arcade sviluppato da Supersonic Software e pubblicato da Codemasters. È stato pubblicato il 27 giugno 2006, la versione per Nintendo DS è stata distribuita il 20 febbraio 2007.
Il videogioco si presenta con la modalità giocatore singolo e multi-giocatore in locale (fino a 4 giocatori), lo scopo è arrivare primi in ogni gara. I circuiti (disponibili 50) sono improvvisati su tavoli, marciapiedi, cortili, cantine; questi ambienti si rivelano ideali, date le dimensioni dei modellini. Sono presenti ben 750 modelli di veicoli, anche se molti variano solo per il colore. I veicoli utilizzabili sono solo automobili, a differenza dei precedenti episodi in cui era possibile guidare anche moto e motoscafi. Sono presenti 20 tipi di armi, fra cui missili, bombe e martelli giganti.
Il gioco mette a disposizione 25 tipologie di automobili, tra cui:
- Da corsa
- Pick-up
- Camion
- Utilitarie
- Berline
- Muscle Car
- D'epoca

## Modalità di gioco
Micro Machines V4 ha numerosi sistemi di gioco:
- Singleplayer
  - Storia
  - Corsa veloce
  - Arcade
  - Checkpoint (Sfida a tempo)
- Multiplayer
  - Corsa veloce
  - Autoscontro ("Tutti contro tutti" o "1 contro tutti")